# Мотовилівськослобідська сільська рада
Мотовилівськослобідська сільська рада (до 2019 року — Мотовилівсько-Слобідська) — колишній орган місцевого самоврядування і адміністративна одиниця у Фастівському районі Київської області. Адміністративний центр — село Мотовилівська Слобідка.

## Загальні відомості
Водоймища на території, підпорядкованій даній раді: річка Стугна.

## Населені пункти
Сільській раді підпорядковані населені пункти:
- с. Мотовилівська Слобідка

## Склад ради
Рада складається з 14 депутатів та голови.

### Керівний склад ради
| ПІБ                           | Основні відомості                                                             | Дата обрання | Дата звільнення |
| ----------------------------- | ----------------------------------------------------------------------------- | ------------ | --------------- |
| Осадчий Євгеній Володимирович | Сільський голова, 1967 року народження, освіта, член народної партії          | 26.03.2006   | 31.10.2010      |
| Осадчий Євген Володимирович   | Сільський голова, 1967 року народження, освіта середня загальна, безпартійний | 31.10.2010   |                 |

Примітка: таблиця складена за даними джерела